# Vranovice-Kelčice
Obec Vranovice-Kelčice leží 10 km jižně od Prostějova na dálnici D46. Obec vznikla v roce 1964 sloučením obcí Vranovic a Kelčic. Tato obec patří do okresu Prostějov v Olomouckém kraji. Žije zde 611 obyvatel.

## Historie
První písemná zmínka o obci pochází z roku 1278.

## Obyvatelstvo

### Struktura
Vývoj počtu obyvatel za celou obec i za jeho jednotlivé části uvádí tabulka níže, ve které se zobrazuje i příslušnost jednotlivých částí k obci či následné odtržení.
| Místní části   | Místní části           | 1869 | 1880 | 1890 | 1900 | 1910 | 1921 | 1930 | 1950 | 1961 | 1970 | 1980 | 1991 | 2001 | 2011 |
| -------------- | ---------------------- | ---- | ---- | ---- | ---- | ---- | ---- | ---- | ---- | ---- | ---- | ---- | ---- | ---- | ---- |
| Počet obyvatel | část Vranovice-Kelčice | 698  | 769  | 732  | 720  | 802  | 780  | 771  | 685  | 644  | 604  | 591  | 553  | 593  | 596  |
| Počet domů     | část Vranovice-Kelčice | 133  | 155  | 156  | 159  | 161  | 161  | 183  | 190  | 184  | 179  | 168  | 193  | 197  | 209  |